# 生命保険協会
一般社団法人生命保険協会（せいめいほけんきょうかい、英: The Life Insurance Association of Japan）は、人の生死に関する保険を扱う生命保険会社の業界団体。かつては公益に資する法人とされる公益法人であり、公益法人改革後は、金融庁所管の特例民法法人である。

## 概説
日本の企業と外国の企業を含め、日本国内で営業活動をする生命保険会社42社のすべてが加入している。
会長は、現在の慣例では日本生命保険、第一生命保険、明治安田生命保険、住友生命保険の4社の社長が輪番（日生→明治安田→住友→第一の順番）で務めることになっている。理事・幹事には、他会社の経営者も参与している。
保険業法第276条（第280条第1項）に基づく生命保険募集人の登録、変更、廃業に関する手続きのほか、生命保険に関するADR機関として苦情の裁定審理、税制や規制改革への意見提言、生命保険に関する法制度や生命保険業界の統計作成など調査研究の推進、生命保険に関する相談を行っているとされている。
また、保険会社営業職員、代理店への養育の実施などを行っているほか、生命保険業界の共通教育制度として一般課程、専門課程、応用課程、生命保険大学課程の各課程を定め、生命保険業に従事する者への教育を実施している。

## 沿革
- 1898年（明治31年） - 生命保險會社談話會が設立される。
- 1905年（明治38年） - 談話会を改組し、生命保險會社協會となる。
- 1908年（明治41年） - 設立認可を得て、社團法人生命保險會社協會が設立され発足。
- 1942年（昭和17年） - 新たに生命保險統制會を設立し、協会の大部分の業務を移管。生命保險會社協会は、生命保險輯(集)會所と改称する。
- 1945年（昭和20年） - 新たに生命保険中央會を設立し、管掌事務を移管する。生命保險統制會は解散。生命保險輯會所が、名称を社団法人生命保険協会に改めて、生命保険中央會から事務を継承する。

## 業務
資格認定
- 生命保険募集人 生命保険募集人試験(一般課程)を合格した者に付与される資格。位置づけとしては民間資格だが、生命保険業界は、生命保険の営業に従事する者は生命保険募集人試験に合格しなければ保険業法第276条に基づく登録ができない制度を確立している。
- ライフ・コンサルタント　専門課程合格者に付与される資格。
- シニア・ライフ・コンサルタント　応用課程合格者に付与される資格。
- トータル・ライフ・コンサルタント　生命保険大学課程全科目合格者で一定の要件を満たす者に付与される資格[3]。
- 変額年金保険販売資格　生命保険募集人として登録済みで専門課程を合格するなどの条件を満たした者で変額年金保険販売資格試験に合格した者に付与される資格。

## 組織
- 委員会
- 地方委員会
- 事務局
  - 総務部
  - 広報部
  - 業務教育部
  - 企画部
  - 調査部
  - 共同システム室
  - 生命保険相談室
  - 国際部
  - 地方事務室
- 監査室
- 生命保険相談所
  - 裁定諮問委員会
  - 裁定審査会

### 歴代理事
| 氏名                        | 団体名                               | 就任年月日     | 退任年月日     | 備考 |
| --------------------------- | ------------------------------------ | -------------- | -------------- | --- |
| 秋山智史                    | 富国生命保険                         | 1998年7月2日   | 2010年7月2日   | 2000年7月 - 2002年7月、副会長 2005年7月 - 2007年7月、副会長 2009年7月 - 2010年7月、副会長                           |
| 西村博                      | 三井生命保険                         | 2001年7月19日  | 2009年4月1日   | 2003年7月 - 2005年7月、副会長 2007年7月 - 2009年4月、副会長                                                         |
| 水盛五実                    | オリックス生命保険                   | 2001年10月19日 | 2004年7月16日  | |
| 水盛五実                    | オリックス生命保険                   | 2005年7月15日  | 2007年7月20日  | |
| 水盛五実                    | オリックス生命保険                   | 2008年7月18日  | 2011年7月1日   | |
| 水盛五実                    | オリックス生命保険                   | 2013年6月21日  | 2014年1月1日   | |
| 平野秀三                    | マスミューチュアル生命保険           | 2003年1月17日  | 2003年7月18日  | |
| 平野秀三                    | マスミューチュアル生命保険           | 2004年7月16日  | 2006年7月21日  | |
| 平野秀三                    | マスミューチュアル生命保険           | 2007年7月20日  | 2008年7月18日  | |
| 片岡一則                    | GEエジソン生命保険                   | 2003年9月19日  | 2004年6月10日  | 会社名は2004年1月1日、AIGエジソン生命保険に会社名変更                                                               |
| 片岡一則                    | GEエジソン生命保険                   | 2005年7月15日  | 2007年7月20日  | |
| 片岡一則                    | GEエジソン生命保険                   | 2009年7月17日  | 2010年7月16日  | |
| 山本秀一                    | チューリッヒ･ライフ生命保険          | 2004年2月20日  | 2005年7月15日  | |
| 山本秀一                    | チューリッヒ･ライフ生命保険          | 2006年7月21日  | 2008年7月18日  | |
| 坂内敦                      | カーディフ生命保険                   | 2004年2月20日  | 2005年7月15日  | |
| 坂内敦                      | カーディフ生命保険                   | 2006年7月21日  | 2008年4月1日   | |
| 斎藤勝利                    | 第一生命保険                         | 2004年7月16日  | 2010年4月1日   | 2005年9月 - 2006年7月、副会長 2006年7月 - 2007年7月、会長 2009年7月 - 2010年4月、副会長                             |
| 山口徹                      | アイエヌジー生命保険                 | 2004年7月16日  | 2014年3月31日  | |
| 三森裕                      | プルデンシャル生命保険               | 2004年7月22日  | 2013年6月28日  | |
| 倉持治夫                    | 大同生命保険                         | 2005年7月15日  | 2007年7月20日  | 2005年7月 - 2007年7月、副会長 2009年7月 - 2010年4月、副会長                                                         |
| 倉持治夫                    | 大同生命保険                         | 2009年7月17日  | 2010年4月1日   | |
| 中園武雄                    | 大和生命保険                         | 2005年7月15日  | 2006年7月21日  | |
| 中園武雄                    | 大和生命保険                         | 2007年7月20日  | 2008年7月18日  | |
| 西岡忠夫                    | 日本生命保険協会                     | 2005年7月15日  | 2008年7月18日  | 2005年7月 - 2008年7月、副会長                                                                                       |
| 岡本圀衞                    | 日本生命保険                         | 2005年9月16日  | 2011年4月1日   | 2006年7月 - 2007年7月、副会長 2007年7月 - 2008年7月、会長 2010年7月 - 2011年4月、副会長                             |
| 砂川和彦                    | ハートフォード生命保険               | 2006年4月21日  | 2008年10月31日 | |
| 於久田太郎                  | ソニー生命保険                       | 2006年7月21日  | 2011年6月29日  | |
| 松尾憲治                    | 明治安田生命保険                     | 2006年7月21日  | 2013年7月19日  | 2007年7月 - 2008年7月、副会長 2008年7月 - 2009年7月、会長 2011年7月 - 2012年7月、副会長 2012年7月 - 2013年7月、会長 |
| ジュリアン･リップマン       | ピーシーエー生命保険                 | 2006年7月21日  | 2008年7月18日  | |
| 大石勝郎                    | 太陽生命保険                         | 2007年7月20日  | 2009年7月17日  | |
| 友野紀夫                    | AIGスター生命保険                    | 2007年7月20日  | 2009年7月17日  | |
| 外池徹                      | アメリカンファミリー生命保険         | 2007年7月20日  | 2015年1月1日   | |
| 内田進                      | 三井住友海上きらめき生命保険         | 2007年7月20日  | 2008年3月31日  | |
| 佐藤義雄                    | 住友生命保険                         | 2007年7月20日  | 2014年7月18日  | 2008年7月 - 2009年7月、副会長 2009年7月 - 2010年7月、会長 2012年7月 - 2013年7月、副会長 2013年7月 - 2014年7月、会長 |
| 窪野鎮治                    | 日本生命保険協会                     | 2007年7月20日  | 2016年7月15日  | 2007年7月 - 2016年7月、副会長                                                                                       |
| 棚瀬裕明                    | 日本生命保険協会                     | 2007年7月20日  | 2015年7月17日  | |
| 佐々木靜                    | 三井住友海上きらめき生命保険         | 2008年4月1日   | 2014年4月1日   | 2011年10月1日、三井住友海上あいおい生命保険に会社名変更                                                             |
| 久米保則                    | カーディフ生命保険                   | 2008年4月18日  | 2008年7月18日  | |
| 久米保則                    | カーディフ生命保険                   | 2015年7月17日  |                | |
| 佐藤美樹                    | 朝日生命保険                         | 2008年7月18日  | 2015年7月17日  | 2008年7月 - 2009年7月、副会長 2011年7月 - 2013年7月、副会長                                                         |
| 岩下智親                    | 東京海上日動あんしん生命保険         | 2008年7月18日  | 2010年6月24日  | |
| 松﨑敏夫                    | 損保ジャパンひまわり生命保険         | 2008年7月18日  | 2013年4月1日   | 会社名は2011年10月1日、NKSJひまわり生命保険に変更                                                                   |
| クレイグ･ブロムリー         | マニュライフ生命保険                 | 2008年7月18日  | 2012年9月1日   | |
| 髙橋和之                    | アリコジャパン生命保険               | 2008年7月18日  | 2009年7月17日  | 会社名は2014年7月1日、メットライフアリコ生命保険に変更                                                              |
| 髙橋和之                    | アリコジャパン生命保険               | 2011年7月15日  | 2013年6月30日  | |
| マーク･ピアソン             | アクサ生命保険                       | 2008年7月18日  | 2011年2月10日  | |
| 小泉宇幸                    | 日本生命保険協会                     | 2008年7月18日  | 2011年7月15日  | 2008年7月 - 2011年7月、副会長                                                                                       |
| 坂井篤                      | ハートフォード生命保険               | 2008年11月21日 | 2009年7月1日   | |
| 坂井篤                      | ハートフォード生命保険               | 2010年8月1日   | 2011年7月21日  | |
| 山本幸央                    | 三井生命保険                         | 2009年4月1日   | 2013年6月25日  | 2009年4月 - 2009年7月、副会長 2011年7月 - 2013年6月、副会長                                                         |
| ビクター･チャング           | ハートフォード生命保険               | 2009年7月17日  | 2010年8月1日   | |
| 溝口賢典                    | マスミューチュアル生命保険           | 2009年7月17日  | 2013年12月1日  | |
| 渡邉光一郎                  | 第一生命保険                         | 2010年4月1日   | 2017年4月1日   | 2010年4月 - 2010年7月、副会長 2010年7月 - 2011年7月、会長 2013年7月 - 2014年7月、副会長 2014年7月 - 2015年7月、会長 |
| 喜田哲弘                    | 大同生命保険                         | 2010年4月1日   | 2011年7月15日  | 2010年4月 - 2011年7月、副会長                                                                                       |
| 北沢利文                    | 東京海上日動あんしん生命保険         | 2010年7月16日  | 2014年3月31日  | |
| 米山好映                    | 富国生命保険                         | 2010年7月16日  |                | 2010年7月 - 2011年7月、副会長 2013年7月 - 2015年7月、副会長 2017年7月 - 2018年7月、副会長                           |
| 北川哲雄                    | 富士生命保険                         | 2010年7月16日  | 2011年4月1日   | |
| ジャン=ルイ･ローラン･ジョシ | アクサ生命保険                       | 2011年2月18日  | 2014年3月31日  | |
| 筒井義信                    | 日本生命保険                         | 2011年4月1日   | 2018年4月1日   | 2011年4月 - 2011年7月、副会長 2011年7月 - 2012年7月、会長 2014年7月 - 2015年7月、副会長 2015年7月 - 2016年7月、会長 |
| 水野千秋                    | 富士生命保険                         | 2011年4月1日   | 2011年7月15日  | |
| 田中勝英                    | 太陽生命保険                         | 2011年7月15日  | 2015年7月17日  | 2013年7月 - 2015年7月、副会長                                                                                       |
| 井原勝美                    | ソニー生命保険                       | 2011年7月15日  | 2015年3月31日  | |
| 大藤俊行                    | オリックス生命保険                   | 2011年7月15日  | 2013年5月1日   | |
| 徳物文雄                    | 日本生命保険協会                     | 2011年7月15日  | 2014年7月18日  | 2011年7月 - 2014年7月、副会長                                                                                       |
| エイダン･キドニー           | ハートフォード生命保険               | 2011年9月16日  | 2012年5月1日   | |
| ジェニファー･スパークス     | ハートフォード生命保険               | 2012年7月20日  | 2014年7月1日   | |
| 森田均                      | マニュライフ生命保険                 | 2012年9月21日  | 2018年4月1日   | |
| 熊野御堂厚                  | NKSJひまわり生命保険                 | 2013年4月1日   | 2015年3月31日  | 会社名は2014年9月1日、損保ジャパン日本興亜ひまわり生命保険に変更                                                    |
| 有末真哉                    | 三井生命保険                         | 2013年6月25日  | 2015年12月29日 | 2013年6月 - 2013年7月、副会長 2015年7月 - 2015年12月、副会長                                                        |
| 一谷昇一郎                  | プルデンシャル生命保険               | 2013年6月28日  | 2018年4月1日   | |
| 根岸秋男                    | 明治安田生命保険                     | 2013年7月19日  |                | 2015年7月 - 2016年7月、副会長 2016年7月 - 2017年7月、会長                                                           |
| サシン･N･シャー             | メットライフアリコ生命保険           | 2013年7月19日  | 2015年5月1日   | 会社名は2015年4月1日、メットライフ生命保険に変更                                                                    |
| サシン･N･シャー             | メットライフアリコ生命保険           | 2017年9月15日  | 2018年2月13日  | |
| 井本満                      | マスミューチュアル生命保険           | 2013年12月1日  | 2018年5月31日  | |
| 片岡一則                    | オリックス生命保険                   | 2014年2月21日  |                | |
| 広瀬伸一                    | 東京海上日動あんしん生命保険         | 2014年4月1日   | 2017年3月31日  | |
| 幸本智彦                    | アクサ生命保険                       | 2014年4月1日   |                | |
| 市原等                      | 三井住友海上あいおい生命保険         | 2014年4月1日   | 2016年3月31日  | |
| 島田教光                    | アイエヌジー生命保険                 | 2014年4月15日  |                | 会社名は2015年4月1日、エヌエヌ生命保険に変更                                                                        |
| 米田光生                    | 楽天生命保険                         | 2014年7月18日  | 2015年6月24日  | |
| 橋本雅博                    | 住友生命保険                         | 2014年7月18日  |                | 2016年7月 - 2017年7月、副会長 2017年7月 - 2018年7月、会長                                                           |
| 若狭一郎                    | 日本生命保険協会                     | 2014年7月18日  | 2017年7月21日  | 2014年7月 - 2017年7月、副会長                                                                                       |
| 山内裕司                    | アメリカンファミリー生命保険         | 2015年1月1日   | 2017年7月1日   | |
| 萩本友男                    | ソニー生命保険                       | 2015年4月1日   |                | |
| 髙橋薫                      | 損保ジャパン日本興亜ひまわり生命保険 | 2015年4月1日   | 2018年4月1日   | |
| 平野英治                    | メットライフ生命保険                 | 2015年5月29日  | 2017年9月15日  | |
| 髙澤廣志                    | 楽天生命保険                         | 2015年6月30日  | 2015年7月17日  | |
| 工藤稔                      | 大同生命保険                         | 2015年7月17日  | 2017年7月21日  | 2016年7月 - 2017年7月、副会長                                                                                       |
| 友野紀夫                    | AIG富士生命保険                      | 2015年7月17日  |                | 会社名は2017年9月1日、FWD富士生命保険に変更                                                                         |
| 森和茂                      | 日本生命保険協会                     | 2015年7月17日  |                | |
| 西野彰                      | ソニーライフ･エイゴン生命保険        | 2016年1月15日  | 2018年7月31日  | 会社名は2007年8月29日、ソニーライフ・ウィズ生命保険に変更 2021年4月1日、ソニーライフ生命保険に吸収合併。            |
| 丹保人重                    | 三井住友海上あいおい生命保険         | 2016年4月1日   |                | |
| 佐々木豊成                  | 日本生命保険協会                     | 2016年7月15日  |                | 2016年7月 - 、副会長                                                                                                |
| 中里克己                    | 東京海上日動あんしん生命保険         | 2017年4月1日   |                | |
| 稲垣精二                    | 第一生命保険                         | 2017年4月1日   |                | 2017年7月 - 2018年7月、副会長 2018年7月 - 、会長                                                                    |
| 古出眞敏                    | アメリカンファミリー生命保険         | 2017年7月1日   |                | 会社名は2018年4月2日、アフラックに変更                                                                              |
| 木村博紀                    | 朝日生命保険                         | 2017年7月21日  |                | 2018年7月 - 、副会長                                                                                                |
| 小林研一                    | 日本生命保険協会                     | 2017年7月21日  |                | 2017年7月 - 、副会長                                                                                                |
| 山口浩一郎                  | メットライフ生命保険                 | 2018年2月14日  |                | |
| 清水博                      | 日本生命保険                         | 2018年4月1日   |                | 2018年7月 - 、副会長                                                                                                |
| 大場康弘                    | 損保ジャパン日本興亜ひまわり生命保険 | 2018年4月1日   |                | |
| 濱田元房                    | プルデンシャル生命保険               | 2018年4月1日   |                | |
| 吉住公一郎                  | マニュライフ生命保険                 | 2018年4月13日  |                | |
| ジャン-ポール・ベルトラン   | クレディ・アグリコル生命保険         | 2018年6月25日  |                | |
| 加藤広亮                    | ソニーライフ･エイゴン生命保険        | 2018年8月1日   |                | |

### 歴代監事
| 氏名                | 団体名                                     | 就任年月日     | 退任年月日    | 備考 |
| ------------------- | ------------------------------------------ | -------------- | ------------- | ---- |
| 平野秀三            | アクサ生命保険、マスミューチュアル生命保険 | 1999年7月16日  | 1999年9月1日  |      |
| 平野秀三            | アクサ生命保険、マスミューチュアル生命保険 | 2003年7月18日  | 2004年7月16日 |      |
| 平野秀三            | アクサ生命保険、マスミューチュアル生命保険 | 2006年7月21日  | 2007年7月20日 |      |
| 平野秀三            | アクサ生命保険、マスミューチュアル生命保険 | 2008年7月18日  | 2009年7月17日 |      |
| 大武和夫            | 弁護士                                     | 2007年7月20日  |               |      |
| クレイグ･ブロムリー | マニュライフ生命保険                       | 2007年12月29日 | 2008年7月18日 |      |
| 篠﨑義明            | 日本興亜生命保険                           | 2008年7月18日  | 2009年7月17日 |      |
| 窪田泰彦            | あいおい生命保険                           | 2008年7月18日  | 2010年4月1日  |      |
| 橋本和生            | 日本興亜生命保険                           | 2009年7月17日  | 2010年4月1日  |      |
| 三木栄一            | 富士生命保険                               | 2009年7月17日  | 2010年4月1日  |      |
| 加藤隆              | ピーシーエー生命保険                       | 2010年4月1日   | 2011年7月15日 |      |
| 久米保則            | カーディフ生命保険                         | 2010年4月1日   | 2015年7月17日 |      |
| 長野俊幸            | チューリッヒ生命保険                       | 2010年4月1日   | 2011年7月15日 |      |
| 三宅伊智朗          | アリアンツ生命保険                         | 2011年7月15日  | 2011年9月1日  |      |
| 水野千秋            | 富士生命保険                               | 2011年7月15日  | 2013年2月1日  |      |
| オラフ･クリーゾ     | アリアンツ生命保険                         | 2011年9月16日  | 2013年3月1日  |      |
| 友野紀夫            | 富士生命保険                               | 2013年2月15日  | 2015年7月17日 |      |
| 津田登              | アリアンツ生命保険                         | 2013年3月15日  | 2015年7月17日 |      |
| 岩瀬大輔            | ライフネット生命保険                       | 2015年7月17日  | 2018年6月24日 |      |
| 佐藤美樹            | 朝日生命保険                               | 2015年7月17日  | 2017年4月1日  |      |
| 髙澤廣志            | 楽天生命保険                               | 2015年7月17日  | 2016年7月15日 |      |
| 橋谷有造            | 楽天生命保険                               | 2016年7月15日  | 2018年6月25日 |      |
| 木村博紀            | 朝日生命保険                               | 2017年4月1日   | 2017年7月21日 |      |
| 工藤稔              | 大同生命保険                               | 2017年7月21日  |               |      |
| 森亮介              | ライフネット生命保険                       | 2018年6月25日  |               |      |
| 新開保彦            | 楽天生命保険                               | 2018年6月25日  |               |      |

## 不祥事

### 顧客情報の漏洩事件
2024年11月、金融庁の調査により、生命保険代理店への出向者による契約者情報の漏洩があったこと、18の保険会社と34の代理店で延べ約42万2000件の顧客情報の漏洩していたことが判明し、会長の永島英器（明治安田生命保険社長）は謝罪会見を行った。

### 不同意契約への対応
2022年の保険法（法務省所管）の改正により、被保険者の同意なく締結された生命保険契約について被保険者離脱制度が設けられ、被保険者からの申出により契約離脱が可能となったが、制度の周知は徹底されておらず、実際の運用も各社にほぼ一任された状態である。第一生命保険など協会が介入しても契約の解除（契約の無効化）に応じない会社も未だに存在する。生命保険契約は10年、20年単位で行われることが多いため、被保険者が契約の存在に気づいた時期にもよるが、公訴時効により告訴もできず泣き寝入りとなる状態に陥りがちである。また、企業内の集団契約であったり、その後の転換契約（契約満期後に支払いを受けず、解約金を次の契約の掛金とするもの）では、心理的に罪悪感も薄れ、被保険者の同意のない契約も発生し易いという問題がある。
生命保険協会は、被保険者にかかる生命保険契約の有無を一括調査するサービスについては、被保険者が意思能力を失ったか、死亡した場合であればオンラインで受け付けている。したがって、生存している被保険者は各社に対し個別に問合せを行うことを強いられ、会社によっては契約者の同意がなければ、被保険者には契約の存在を伝えないという悪循環も存在する。